# NeosVR
NeosVRは、Soliraxによって作成されたMMOバーチャルリアリティ・ソーシャルVRプラットフォームである。
2018年5月4日にMicrosoft Windows向けにSteamで無料リリースされた。現在は一部の機能が制限されたビルドがSteamから配信されており、正式版は公式サイトにて無料で配布されている。
2023年10月に、Soliraxからスピンアウトした開発者たちにより新たなソーシャルVR「Resonite」がサービスを開始した。Resonite は自由度が高く多機能というNeosVRの特徴を引き継いでいる。

## 概要
NeosVRはVRChat、AltspaceVRなどのVR SNSと類似している 。2Dまたは3Dアバターを通して、お互いに相互作用でき、対応する機器を使用すれば、リップシンク、アイトラッキング、まばたきなどを表現可能。
ゲームのタイトルは「NeosVR」だが、プレイするためにVR機器は必要なく、デスクトップのみでプレイできる 。デスクトップモードでは、アバターの手足を自由に動かすことができない、一部の両手VRアイテムを使用できないなどの制限があるが、特定のオブジェクトにフォーカスしてVR空間を平面的に捉えたり、3人称視点に切り替えてカメラを移動させることが可能になっている。
NeosVRではVR空間内でワールドやオブジェクトを作成したり編集したりするための機能を備えている。そのため、外部SDKを使用せずにNeosVR内からワールドやアバター、アイテムなどを編集することができる。
また、NeosVRを起動しているウィンドウへファイルをドラッグ&ドロップするだけでコンテンツをVR空間に取り込むことができる。このインポート機能では画像や音声、動画や3Dモデルなどいくつかのファイル形式をNeosVR内で扱えるものとしてサポートしており、これらのコンテンツをワールドやオブジェクトに組み込んで利用することも可能である。サポートされていないファイル形式であっても、それを「ファイル」としてVR空間に取り込むことができ、その場にいる他のユーザーに共有できる。この手順で共有されたコンテンツやファイルは、別のユーザーがコンピューター内にダウンロードすることも可能。
NeosVRには独自のノードベースのプログラミングシステム「LogiX」が用意されている。計算や特定の処理を行う「ノード」を「ワイヤー」で連結することで1つのプログラムをVR空間内で作る。これによってオブジェクトに動きを付ける、データを処理する、外部と通信を行うといった動作を実現でき、アバターやワールド、アイテムのギミックの実装を行う 。
NeosVRにおいては、ワールドに参加する際には「セッション」に参加するか、セッションを新規に作成する。セッションを作成したユーザーは「ホストユーザー」と呼ばれ、ユーザーのネームプレートに王冠のバッジが付与される。NeosVRのセッションはP2P方式となっており、ホストユーザーがセッションを終了すると、そのセッション内のユーザーは全員他のセッションへ強制的に移動する。ユーザーは同時に複数のセッションに参加でき、参加済みのセッション間の移動はシームレスに行うことができる。
各ユーザーは「インベントリ」と呼ばれるクラウドストレージを持っており、このストレージにNeosVR内で作成したコンテンツを自由に保存することができる。このクラウドストレージの容量は初期は1GBだが、後述するNCRを使ったり、Patreonで支援者になれば、支払った金額に応じて拡張される。このストレージはフォルダ形式でオブジェクトを管理でき、特定のフォルダを他人に公開し、配布することができる。

## 対応機器、ソフトウェア
NeosVRはOculus Rift 、Oculus Quest 、 HTC Vive 、 Valve Index 、 Windows MixedReality などの多数のVRヘッドセットをサポートしている 。指の動きや表情をトラッキング可能な機器を利用することで、その動きや表情をアバターに反映することができる。一般に「フルボディトラッキング」と呼ばれる腰と足のトラッキングでは、IK(インバースキネマティクス)によって動きが反映され、最大8つの追加トラッカーを身体の動きの追跡に使用できる。

## コミュニティ
YouTuberやTwitchストリーマーらによって使用されている他、バージニア大学とオックスフォード人工知能協会によって、会議の開催や講義の実施にも使用されている  。

## プラットフォーム内通貨
NeosVRではブロックチェーン技術を利用したいくつかの仮想通貨が提供されている。

### NCR(Neosクレジット)
NeosVR内で流通している公式通貨であり、仮想通貨。クリエイターとユーザーの進化するコミュニティに貢献するために設計されている。現在、他のユーザにチップとして送信したり、データを保存するクラウドストレージを購入することが出来る。今後Neos Store、Neos Jobs、Neos Workshopと呼ばれる機能が実装されることが計画されており、実現すればこれらの取引にNCRが用いられるとされる。

### KFC(Kompletely Fake Credits)
NeosVR内で流通しているゲーム内通貨で、名前にある通りFakeのCreditsであるためNCRとは異なり価値を持たない。NeosVRに登録すると1024KFCが付与される。主にユーザ間の取引においてのみ用いられ、ユーザが独自に作成したゲームワールド内での対価や報酬として使用されている。

### CDFT(Community Developer Fund)
日本語でコミュニティデベロッパー基金と訳される。コミュニティの開発や成長への努力と貢献を行ったユーザに報いるために設計された基金。NeosチームとNeos創設者が対象となる人物を選定し、ユーザとNeosチームの中から選定される。CDFTはそのまま取引を行うことが出来ない。CDFTはNCR ICOが十分な量のNCRを生成するたびに、1/20CDFTずつNCRに変換され、その後NCRとして取引が可能になる。